# Monestier-d’Ambel
Monestier-d’Ambel település Franciaországban, Isère megyében. Lakosainak száma 14 fő (2022. január 1.). Monestier-d’Ambel Le Glaizil, Dévoluy, Ambel, Beaufin és Pellafol községekkel határos.

## Népesség
A település népességének változása:
| Lakosok száma | 32   | 48   | 64   | 21   | 22   | 22   | 21   | 16   | 15   | 14   |
|               | 1968 | 1982 | 1990 | 2006 | 2013 | 2015 | 2017 | 2019 | 2020 | 2022 |